# Royal Gorge Bridge
Il Royal Gorge Bridge è un'attrazione turistica vicino Cañon City, in Colorado. La campata del ponte oltrepassa il canyon Royal Gorge sopra il fiume Arkansas, e ha detenuto il record del ponte più alto del mondo dal 1929 al 2001, quando è stato sorpassato dal Liuguanghe Bridge in Cina. Esso comunque è ancora il ponte più alto degli Stati Uniti e tra i 10 più alti del mondo. Questo ponte è di tipo sospeso con una campata centrale di 286 m, la lunghezza totale è di 384 m con una larghezza di 5,5 m e le torri che reggono i cavi sono alte 46 m.